# Clusia gundlachii
Clusia gundlachii là một loài thực vật có hoa trong họ Bứa. Loài này được Stahl mô tả khoa học đầu tiên năm 1884.

## Hình ảnh

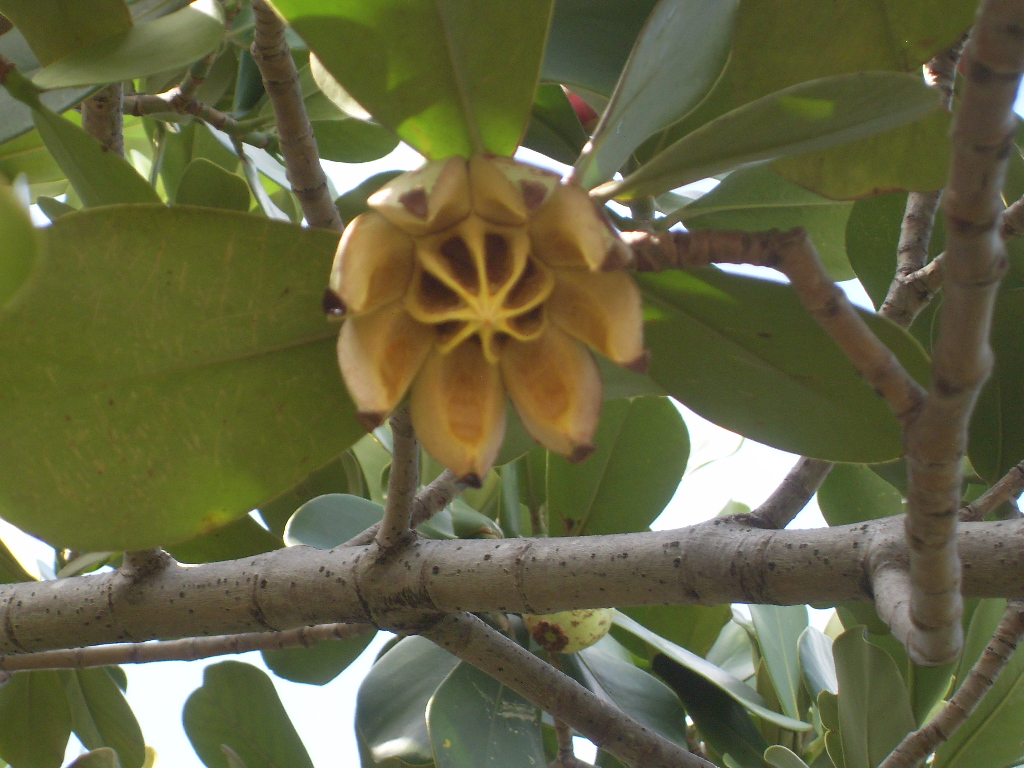
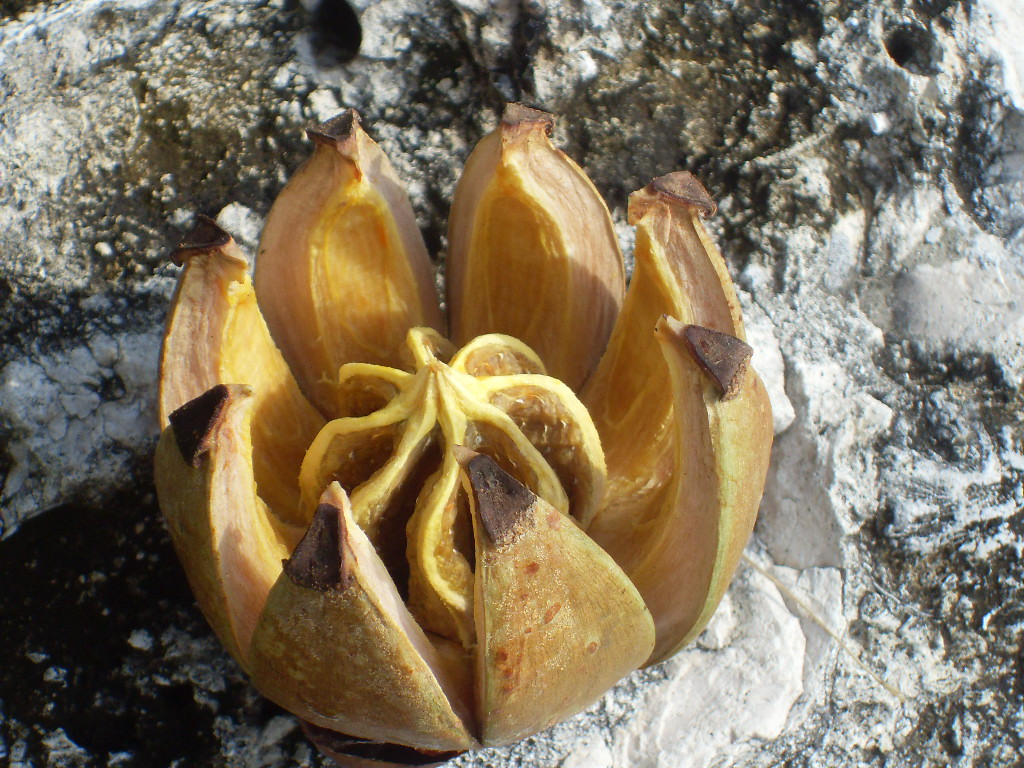
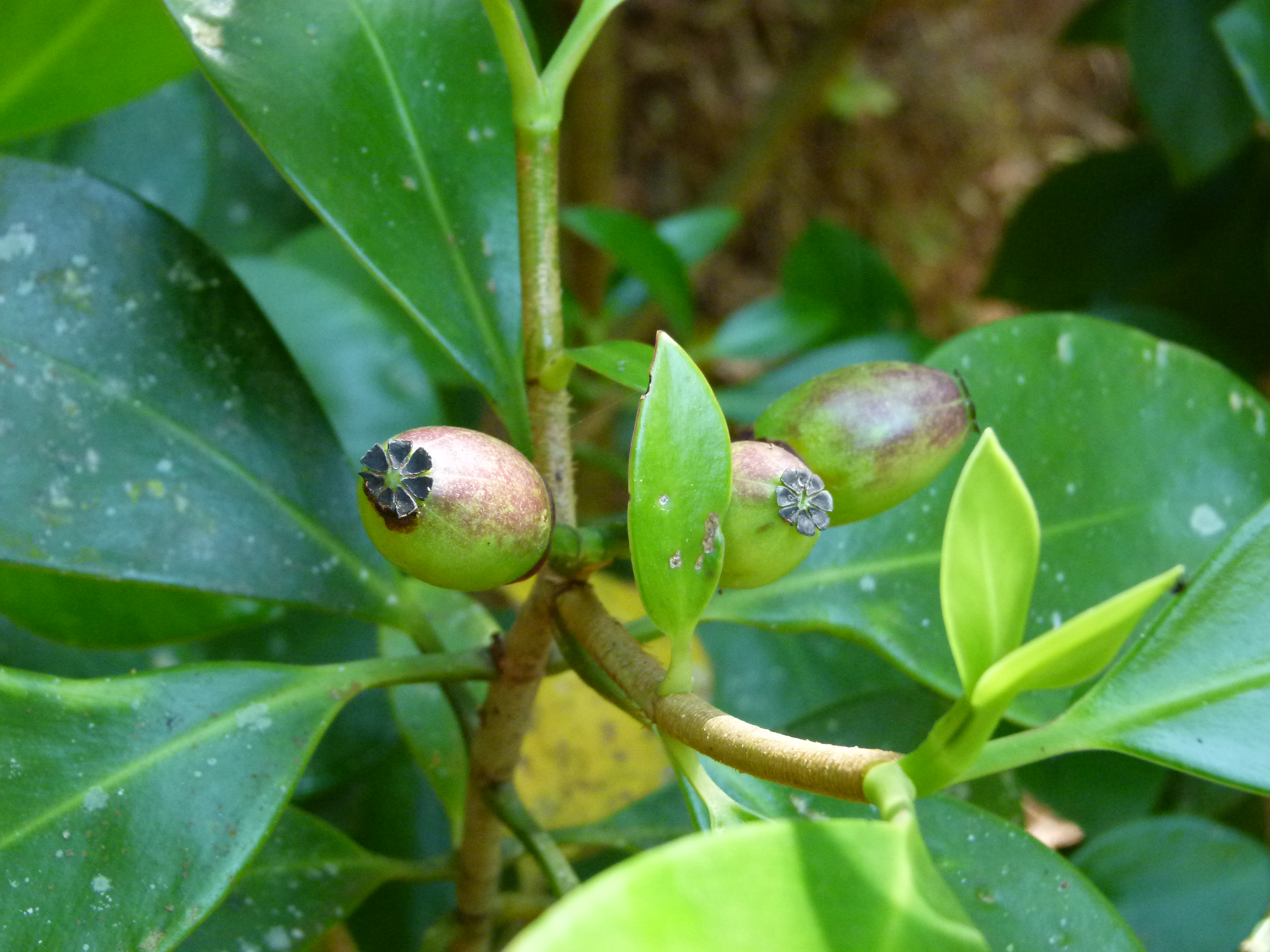